# Московський договір 2002
Американсько-російський договір про скорочення стратегічних наступальних потенціалів, також відомий як Московський договір 2002 року — підписаний 24.5.2002 в Москві президентами РФ В. Путіним та США Дж. В. Бушем; набув чинності 1.06.2003. Сторони зобов'язалися скоротити і обмежити свої стратегічні ядерні боєзаряди таким чином, щоб до 31.12.2012 їхня сумарна кількість не перевищувала у кожної із сторін 1700—2200 одиниць. Склад та структура стратегічних наступальних озброєнь в межах, дозволених Договором, визначалися кожною стороною на власний розсуд. Договір діяв до 31.12.2012 і міг бути продовжений за узгодженням сторін або замінений раніше цього терміну наступною угодою; кожна із сторін могла вийти з Договору, повідомивши про це письмово іншу Сторону за три місяці. Договір не визначав процедуру знищення боєзарядів і верифікацію процесу виконання зобов'язань, взятих сторонами на себе. Не визначені Були й основні поняття Договору (наприклад «стратегічний наступальний потенціал», «стратегічний ядерний боєзаряд»). Така форма Договору, коли його виконання залежало значною мірою від доброї волі сторін, свідчило про порівняно високий рівень взаємної довіри між Російською Федерацією та США.